# Ernest Edward Williams
Ernest Edward Williams (Easton, 1914. január 7. – Pennsylvania, 1998. szeptember 1.) amerikai herpetológus. Kutatásai alapján alkotta meg az ecomorph kifejezést, mellyel a hasonló élőhelyű, hasonló morfológiájú és viselkedésű, de nem szükségszerűen szoros törzsfejlődésű fajokra utalt. Zoológiai szakmunkákban nevének rövidítése: „E. Williams”.

## A tiszteletére elnevezett taxonok[1]
- Lygodactylus williamsi Loveridge, 1952
- Anolis eewi Roze, 1958
- Liophis williamsi Roze, 1958
- Strophurus williamsi Kluge, 1963
- Pelusios williamsi Laurent, 1965
- Sibynomorphus williamsi Carillo de Espinoza, 1974
- Anolis ernestwilliamsi Lazell, 1983
- Phrynops williamsi Rhodin & Mittermeier, 1983
- Sphaerodactylus williamsi Thomas & Schwartz, 1983
- Lepidoblepharis williamsi Ayala & Serna, 1986
- Cynisca williamsi Gans, 1987
- Pristimantis ernesti Flores, 1987
- Anolis williamsmittermeierorum Poe & Yañez-Miranda, 2007

## Az általa leírt taxonok
- Aldabrachelys Loveridge & Williams, 1957
- Anolis anchicayae Poe, Velasco, Miyata & Williams, 2009
- Anolis annectens Williams, 1974
- Anolis antioquiae Williams, 1985
- Anolis barahonae Williams, 1962
- Anolis biporcatus parvauritus Williams, 1966
- Anolis brasiliensis Vanzolini & Williams, 1970
- Anolis calimae Ayala, Harris & Williams, 1983
- Anolis caquetae Williams, 1974
- Anolis carlostoddi Williams, Praderio & Gorzula, 1996
- Anolis chocorum Williams & Duellman, 1967
- Anolis christophei Williams, 1960
- Anolis danieli Williams, 1988
- Anolis deltae Williams, 1974
- Anolis dissimilis Williams, 1965
- Anolis dolichocephalus Williams, 1963
- Anolis etheridgei Williams, 1962
- Anolis euskalerriari Barros, Williams & Viloria, 1996
- Anolis fitchi Williams & Duellman, 1984
- Anolis grahami aquarum Underwood & Williams, 1959
- Anolis huilae Williams, 1982
- Anolis ibague Williams, 1975
- Anolis imias Ruibal & Williams, 1961
- Anolis insolitus Williams & Rand, 1969
- Anolis kunayalae Hulebak, Poe, Ibáñez & Williams, 2007
- Anolis lamari Williams, 1992
- Anolis lineatopus ahenobarbus Underwood & Williams, 1959
- Anolis lineatopus merope Underwood & Williams, 1959
- Anolis lyra Poe, Velasco, Miyata & Williams, 2009
- Anolis maculigula Williams, 1984
- Anolis marcanoi Williams, 1975
- Anolis medemi Ayala & Williams, 1988
- Anolis menta Ayala, Harris & Williams, 1984
- Anolis mirus Williams, 1963
- Anolis neblininus Myers, Williams & McDiarmid, 1993
- Anolis nigrolineatus Williams, 1965
- Anolis occultus Williams & Rivero, 1965
- Anolis parilis Williams, 1975
- Anolis propinquus Williams, 1984
- Anolis reconditus Underwood & Williams, 1959
- Anolis ricordi leberi Williams, 1965
- Anolis rivalis Williams, 1984
- Anolis ruizi Rueda & Williams, 1986
- Anolis rupinae Williams & Webster, 1974
- Anolis santamartae Williams, 1982
- Anolis singularis Williams, 1965
- Anolis tetarii Barros, Williams & Viloria, 1996
- Anolis vanzolinii Williams, Orcés, Matheus & Bleiweiss, 1996
- Anolis vaupesianus Williams, 1982
- Anolis vicarius Williams, 1986
- Anolis whitemani Williams, 1963
- Cnemidophorus vanzoi Baskin & Williams, 1966
- Eleutherodactylus furcyensis Shreve & Williams, 1963
- Eleutherodactylus heminota Shreve & Williams, 1963
- Eleutherodactylus leoncei Shreve & Williams, 1963
- Puertoricomys corozalus Williams & Koopman, 1951
- Urostrophus gallardoi Etheridge & Williams, 1991